# جايسون أبتون
جايسون أبتون (بالإنجليزية: Jason Upton)‏ هو مغن مؤلف وموسيقي أمريكي، ولد في 15 ديسمبر 1973 في منيابولس في الولايات المتحدة.

## وصلات خارجية
- الموقع الرسمي
- جايسون أبتون على موقع IMDb (الإنجليزية)
- جايسون أبتون على موقع ميوزك برينز (الإنجليزية)
- جايسون أبتون على موقع ديسكوغز (الإنجليزية)